# Socket.IO
Socket.IO è una libreria JavaScript per applicazioni web in tempo reale. Comprende una comunicazione bidirezionale realtime tra i web client e i server. È formata da due parti: una libreria lato client che gira sul browser e una libreria lato server per Node.js. Entrambi i componenti hanno la stessa struttura API. Come Node.js, è orientata agli eventi.
Socket.IO usa principalmente il protocollo WebSocket.
Può essere installato con npm.